# Nikica Košutić
Nikica Košutić (in serbo Никица Кошутић?; Zemun, 7 dicembre 1985) è un ex calciatore serbo, di ruolo attaccante.

## Carriera

### Club
Košutić ha cominciato la carriera con la maglia dello Zemun, club all'epoca militante nella massima serie del campionato serbo-montenegrino. A seguito della scissione dei due paesi, lo Zemun è stato iscritto al campionato serbo.
Nel corso dell'estate 2007 è passato al Bežanija, per cui ha giocato la prima partita in Superliga in data 11 agosto, schierato titolare nella sconfitta per 1-2 contro l'OFK Belgrado.
A gennaio 2008 si è accordato con i bulgari dello Černomorec Burgas, per cui ha giocato 8 partite nella massima divisione. Nell'estate 2008 si è accordato con i greci dell'Ethnikos Filippiada, per trasferirsi poi all'Anagennisi Karditsa un anno più tardi.
A gennaio 2011 è stato ingaggiato dai sauditi dell'Al-Hazm. Ha esordito nella Saudi Professional League in data 6 febbraio, schierato titolare nella sconfitta per 1-0 in casa dell'Al-Shabab. A fine stagione, la squadra è retrocessa.
Nell'estate 2012 è tornato in Serbia, per giocare nel Radnički Nova Pazova, in Prva Liga. Ha giocato la prima partita con questa maglia l'11 agosto, subentrando a Dušan Jović nel pareggio per 1-1 maturato in casa del Banat Zrenjanin. Nel corso della finestra di trasferimento invernale di quella stessa stagione, è passato all'Inđija.
Il 9 marzo 2013 ha debuttato con questa casacca, schierato titolare nella sconfitta per 4-0 in casa del Napredak Kruševac. Il 18 maggio ha trovato la prima rete, nel 2-1 inflitto all'OFK Mladenovac.
Conclusa anche questa esperienza, ha fatto ritorno in Grecia per giocare con le maglie di Iraklis Psachna, Fokikos e Chalkis.
Il 27 gennaio 2017 è stato ingaggiato dall'Harstad, compagine norvegese militante in 3. divisjon. Ha esordito in squadra in data 17 aprile, schierato titolare nel pareggio per 0-0 in casa dello Skjetten. Il 22 aprile ha trovato le prime reti, siglando una doppietta nel 3-0 inflitto all'Alta 2.
Nel 2019 passa al Medkila.

## Statistiche

### Presenze e reti nei club
Statistiche aggiornate al 16 marzo 2018.
| Stagione                   | Club                       | Campionato                 | Campionato | Campionato | Coppe nazionali | Coppe nazionali | Coppe nazionali | Coppe continentali | Coppe continentali | Coppe continentali | Supercoppe | Supercoppe | Supercoppe | Totale | Totale |
| Stagione                   | Club                       | Comp                       | Pres       | Reti       | Comp            | Pres            | Reti            | Comp               | Pres               | Reti               | Comp       | Pres       | Reti       | Pres   | Reti   |
| -------------------------- | -------------------------- | -------------------------- | ---------- | ---------- | --------------- | --------------- | --------------- | ------------------ | ------------------ | ------------------ | ---------- | ---------- | ---------- | ------ | ------ |
| 2004-2005                  | Zemun                      | PL                         | ?          | ?          | CSM             | ?               | ?               | -                  | -                  | -                  | -          | -          | -          | ?      | ?      |
| 2005-2006                  | Zemun                      | PL                         | ?          | ?          | CSM             | ?               | ?               | -                  | -                  | -                  | -          | -          | -          | ?      | ?      |
| 2006-2007                  | Zemun                      | SL                         | ?          | ?          | CS              | ?               | ?               | -                  | -                  | -                  | -          | -          | -          | ?      | ?      |
| Totale Zemun               | Totale Zemun               | Totale Zemun               | ?          | ?          |                 | ?               | ?               |                    | -                  | -                  |            | -          | -          | ?      | ?      |
| 2007-gen. 2008             | Bežanija                   | SL                         | 7          | 0          | CS              | ?               | ?               | -                  | -                  | -                  | -          | -          | -          | 7+     | 0+     |
| gen.-giu. 2008             | Černomorec Burgas          | A-PFG                      | 7          | 0          | CB              | ?               | ?               | -                  | -                  | -                  | -          | -          | -          | 7+     | 0+     |
| 2008-2009                  | Ethnikos Filippiada        | GE                         | ?          | ?          | CG              | ?               | ?               | -                  | -                  | -                  | -          | -          | -          | ?      | ?      |
| 2009-2010                  | Anagennisi Karditsa        | FL                         | ?          | ?          | CG              | ?               | ?               | -                  | -                  | -                  | -          | -          | -          | ?      | ?      |
| 2010-gen. 2011             | Anagennisi Karditsa        | GE                         | ?          | ?          | CG              | ?               | ?               | -                  | -                  | -                  | -          | -          | -          | ?      | ?      |
| Totale Anagennisi Karditsa | Totale Anagennisi Karditsa | Totale Anagennisi Karditsa | ?          | ?          |                 | ?               | ?               |                    | -                  | -                  |            | -          | -          | ?      | ?      |
| gen.-giu. 2011             | Al-Hazm                    | PL                         | 10         | 0          | CCPS+CPFBF+KCC  | ?               | ?               | -                  | -                  | -                  | -          | -          | -          | 10+    | 0+     |
| 2011-2012                  | Al-Hazm                    | 1L                         | ?          | ?          | CCPS+CPFBF+KCC  | ?               | ?               | -                  | -                  | -                  | -          | -          | -          | ?      | ?      |
| Totale Al-Hazm             | Totale Al-Hazm             | Totale Al-Hazm             | 10+        | 0+         |                 | ?               | ?               |                    | -                  | -                  |            | -          | -          | 10+    | 0+     |
| 2012-feb. 2013             | Radnički Nova Pazova       | 1L                         | 14         | 0          | CS              | ?               | ?               | -                  | -                  | -                  | -          | -          | -          | 14+    | 0+     |
| feb.-giu. 2013             | Inđija                     | 1L                         | 16         | 3          | CS              | -               | -               | -                  | -                  | -                  | -          | -          | -          | 16     | 3      |
| 2013-2014                  | Inđija                     | 1L                         | 1          | 0          | CS              | 0               | 0               | -                  | -                  | -                  | -          | -          | -          | 1      | 0      |
| Totale Inđija              | Totale Inđija              | Totale Inđija              | 17         | 3          |                 | 0               | 0               |                    | -                  | -                  |            | -          | -          | 17     | 3      |
| 2014-2015                  | Iraklis Psachna            | FL                         | 10         | 0          | CG              | 1               | 0               | -                  | -                  | -                  | -          | -          | -          | 11     | 0      |
| ott.-dic. 2015             | Fokikos                    | GE                         | ?          | ?          | CG              | ?               | ?               | -                  | -                  | -                  | -          | -          | -          | ?      | ?      |
| gen.-lug. 2016             | Chalkis                    | GE                         | ?          | ?          | CG              | -               | -               | -                  | -                  | -                  | -          | -          | -          | ?      | ?      |
| 2017                       | Harstad                    | 3D                         | 16         | 6          | CN              | 1               | 0               | -                  | -                  | -                  | -          | -          | -          | 17     | 6      |
| 2018                       | Harstad                    | 3D                         | 15         | 6          | CN              | 0               | 0               | -                  | -                  | -                  | -          | -          | -          | 0      | 0      |
| Totale Harstad             | Totale Harstad             | Totale Harstad             | 32         | 12         |                 | 1               | 0               |                    | -                  | -                  |            | -          | -          | 33     | 12     |
| 2019                       | Medkila                    | 5D                         | 12         | 2          | CN              | 0               | 0               | -                  | -                  | -                  | -          | -          | -          | 12     | 2      |
| Totale                     | Totale                     | Totale                     | 108+       | 17+        |                 | 2+              | 0+              |                    | -                  | -                  |            | -          | -          | 110+   | 17+    |